# Ambasada Macedonii Północnej w Warszawie
Ambasada Macedonii Północnej w Warszawie, Ambasada Republiki Macedonii Północnej w Warszawie (maced. Амбасада на Република Северна Македонија во Варшава) – macedońska placówka dyplomatyczna mieszcząca się w Warszawie przy ul. Królowej Marysieńki 40. 
Ambasador Macedonii Północnej w Warszawie oprócz Rzeczypospolitej Polskiej akredytowany jest również w Republice Litewskiej i Republice Łotewskiej.
Do czasu uzyskania przez Macedonię Północną niepodległości kontakty z Polską utrzymywano w ramach kontaktów Polski z Jugosławią. Stosunki dyplomatyczne z Macedonią Północną nawiązano w 1993. W 1995 władze Macedonii Północnej otworzyły ambasadę w Warszawie, która mieściła się pierwotnie przy ul. Dominikańskiej 15, następnie przy ul. Królowej Marysieńki 40.